# Unione Sportiva Triestina 1967-1968
Questa voce raccoglie le informazioni riguardanti l'Unione Sportiva Triestina nelle competizioni ufficiali della stagione 1967-1968.

## Rosa
| N. |                   | Ruolo | Calciatore         |
| -- | ----------------- | ----- | ------------------ |
|    | Italia (bandiera) | C     | Isidoro Brusadelli |
|    | Italia (bandiera) | C     | Renzo Canzian      |
|    | Italia (bandiera) | C     | Giorgio Capitanio  |
|    | Italia (bandiera) | P     | Walter Chendi      |
|    | Italia (bandiera) | P     | Romano Collovati   |
|    | Italia (bandiera) | P     | Fabio Dapaz        |
|    | Italia (bandiera) | C     | Guido Del Piccolo  |
|    | Italia (bandiera) | D     | Giovanni D'Eri     |
|    | Italia (bandiera) | C     | Vincenzo De Rold   |
|    | Italia (bandiera) | A     | Danilo Filipaz     |
|    | Italia (bandiera) | C     | Dario Gon          |

| N. |                   | Ruolo | Calciatore       |
| -- | ----------------- | ----- | ---------------- |
|    | Italia (bandiera) | A     | Giorgio Ive      |
|    | Italia (bandiera) | D     | Antonio Kuk      |
|    | Italia (bandiera) | D     | Paolo Martinelli |
|    | Italia (bandiera) | C     | Ermes Moretti    |
|    | Italia (bandiera) | A     | Giovanni Pedroni |
|    | Italia (bandiera) | C     | Settimo Pestrin  |
|    | Italia (bandiera) | D     | Giorgio Ravalico |
|    | Italia (bandiera) | A     | Giovanni Ridolfi |
|    | Italia (bandiera) | A     | Renato Sadar     |
|    | Italia (bandiera) | C     | Mirto Scala      |